# Christian Ludwig Gerling

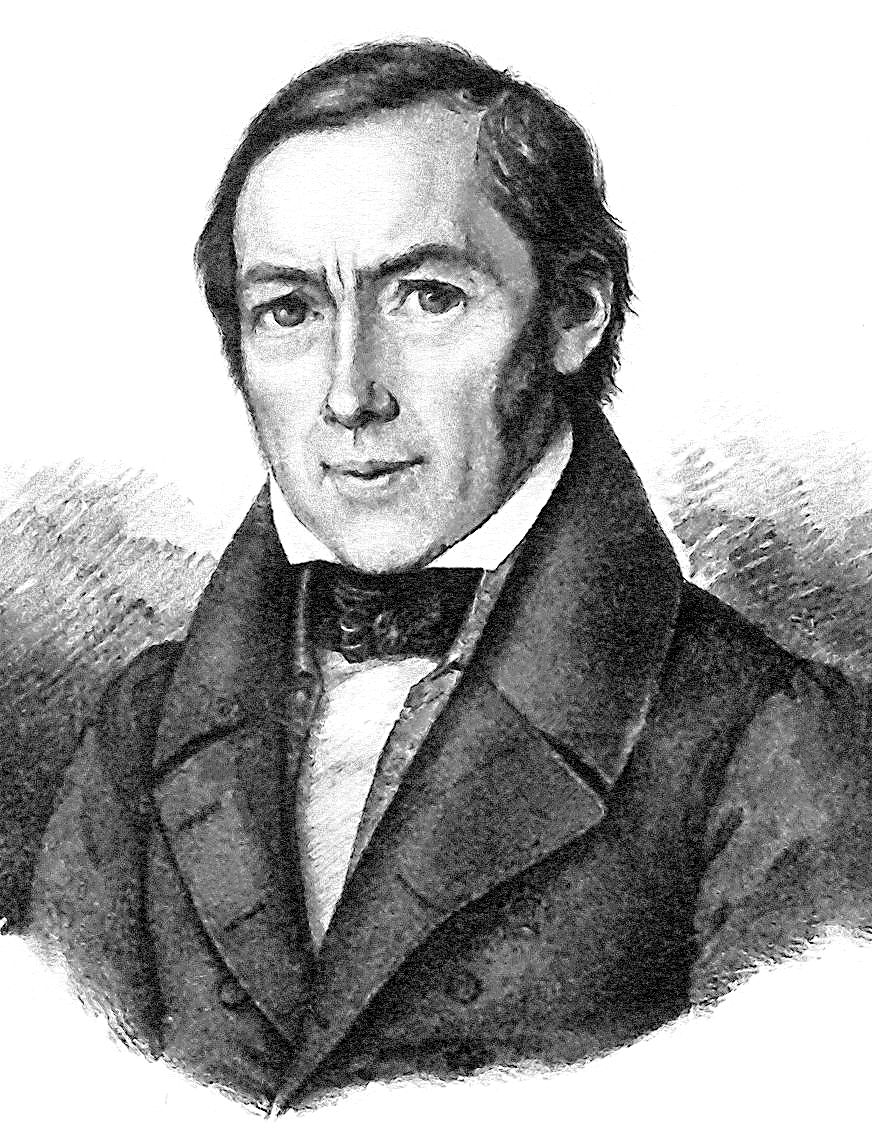
Christian Ludwig Gerling

Christian Ludwig Gerling (n. 10 iulie 1788, Hamburg – d. 15 ianuarie 1864, Hamburg) a fost un matematician și fizician german, cunoscut pentru contribuțiile sale în domeniul geodeziei.
L-a avut ca profesor pe Carl Friedrich Gauss și i-a fost îndrumător de doctorat lui Julius Plücker.
În 1817 a fost numit profesor de matematică la Universitatea din Marburg.
În 1812 și-a dat doctoratul la Universitatea din Göttingen cu lucrarea: Methodi proiectionis orthographicae usum ad calculos parallacticos facilitandos explicavit simulque eclipsin solarem die.
În 1826 a scris primul manual de corectare a erorilor în geodezie, prin care a corectat legea erorilor a lui Gauss, lucrare publicată în 1843 la Hamburg și Gotha.
A mai efectuat cercetări și în domeniul magnetismului.
Tatăl său, care avea același nume, a fost pastor la biserica Hauptkirche St. Jacobi din Hamburg.
1. 1 2  Christian Ludwig Gerling, SNAC, accesat în 9 octombrie 2017
2. 1 2  Christian Ludwig Gerling, Marburger Professorenkatalog, accesat în 9 octombrie 2017
3. ↑  „Christian Ludwig Gerling”, Gemeinsame Normdatei, accesat în 9 aprilie 2014
4. ↑  Autoritatea BnF, accesat în 10 octombrie 2015